# Pantalla principal de vol

Exemple d'una pantalla principal de vol.

Una pantalla principal de vol, coneguda per les seves sigles en anglès PFD (primary flight display), és un modern instrument d'aeronau dedicat a mostrar la informació de vol. Com les pantalles multifunció, les pantalles principals de vol estan fetes amb un tub de raigs catòdics o bé una pantalla LCD.
Amb l'arribada de les PFD els elements mecànics no van ser completament eliminats de les cabines de vol; aquests es mantenen com a elements de reserva per si es produeix una fallada elèctrica total.